# 刘懋 (南北朝)
劉懋（5世纪？—517年），字仲華，彭城郡彭城县叢亭里人，北魏官员、学者。

## 生平
劉懋是南朝宋劉承伯之子，劉泰之之孙，从兄弟劉思祖、劉廞。劉泰之是北魏太常卿劉芳的伯父。聪敏好学，劉懋博览经史，善写草書、隶书，多认识奇字。魏宣武帝初年入朝，担任員外郎。转任尚書外兵郎中，加轻车将军。参与尚書議論，劉懋和殿中郎袁翻常常主導議論。劉懋转任步兵校尉，领郎中，兼东宫中舍人。升任员外常侍、镇远将军，领考功郎中。劉懋与尚書李平結成莫逆友情。
熙平元年（516年），李平率率軍攻打硤石。劉懋为李平麾下行台郎中。硤石城克。劉懋有功。凱旋回到洛陽，魏孝明帝命刘懋与诸才学之士，撰成仪令。清河王元懌认为劉懋会成为将来北魏的宰辅，对他非常礼遇。元懌让儿子们以劉懋为師。劉懋升任太尉司馬。熙平二年（517年）冬，突然得病去世。追贈持节、前将军、南秦州刺史，諡宣簡。撰器物造作解説《物祖》十五卷。

## 子
- 劉筠，字士貞，自员外散骑侍郎，历任河南郡丞、中散大夫、徐州大中正、秘書丞。天平初年去世。赠前将军、徐州刺史。子劉规，早卒。
- 劉筟，字士文，年少聪惠。十二岁与尚书王衍交谈，王衍感到很惊奇，与太傅李延实、秘书李凯上疏推荐，官拜秘书郎，兴和元年去世，年二十八岁。无子，兄子劉矩嗣后。